# 長坂哲夫
長坂 哲夫（ながさか てつお、1967年〈昭和42年〉1月20日 - ）は、日本のフリーアナウンサー。フジテレビの元アナウンサー、元記者。

## 来歴・人物
東京都渋谷区出身。身長175cm。東京都立戸山高等学校、1990年3月、早稲田大学法学部卒業後、同年4月、アナウンサーとしてフジテレビに入社。
在学時代は企画サークルとも〜るに所属し、同期は、吉田伸男、大坪千夏、松井みどり。大学時代は法曹を志し、記念受験で受けたフジに合格。
早朝番組のキャスターを経て、ボクシング担当に配属された後、主にスポーツ中継（野球、サッカー、K-1など）を担当。
「サッカー日本代表の試合をフジテレビで中継すると負けない」（勝利か引き分け）という不敗神話が生まれ、1997年11月16日のFIFAワールドカップフランス大会出場をかけたプレーオフのイラン戦（ジョホールバルの歓喜）の中継がフジテレビの担当となり、不敗神話の全試合を実況していたため、この試合の実況を担当した。岡野雅行が日本代表のワールドカップ初出場を決めるVゴールを決めた時の、「日本、勝った!」という声を裏返しながらの実況は、このシーンが流れたときによく耳にする。また、2002 FIFAワールドカップで初勝利を挙げたロシア戦でも実況を務めた。
2008年1月26日のキリンチャレンジカップのチリ戦で約2年半ぶりに日本代表戦の実況を担当した。
1995年からF1グランプリの実況を担当し、2000年と2001年には日本グランプリの実況を務めた。2000年には全17戦中10戦と半分以上のレースの実況を担当していたが、2003年からのF1中継の放送体系に不満があって、2002年を最後に実況を離れた（フジテレビ739の「フジアナスタジオ まる生」より）。
2007年からCSのF1中継で実況復帰し、2008年に2003年からF1中継のプロデューサーを務めていた渡邉信治（上記の不満の原因。番組をバラエティー方向に演出した）がスタッフから離れたこともあり、地上波のF1中継の実況にも復帰した。
2008年、北京オリンピックでは柔道と野球の実況を担当。
2009年7月、コンフェデレーションズカップ中継のため南アフリカに滞在中、日本人の女性スタッフにセクシャルハラスメント（強制わいせつ）行為をしたとして、編成制作局アナウンス室副部長職を解任され平社員へ降格すると共に総務局付への異動となる懲戒処分を受けた。関連の上司6人も減俸処分を受けた。酒の飲み過ぎによるトラブルで起こったことと言われているが、この件について豊田皓社長は「まことにお恥ずかしい限りで管理責任を感じている」と定例会見で謝罪した。
総務局への異動後は、総務サービスセンターで総務サービス部長を務めた。2016年から報道局の記者職へ異動。社会部を経て、2018年から気象庁を担当している。
2022年1月にフジテレビが50歳以上の早期退職者を募集したものに応募し、同年3月31日をもって退職した。
退職後はフリーアナウンサーに転身し、スポーツ実況に復帰。2023年からはRIZINの実況を行っている。

## 出演番組

### アナウンサー時代
報道・情報番組(スポーツジャンルを除く)
| 期間          | 期間          | 番組名            | 役職                 | 担当日      | 備考 |
| ------------- | ------------- | ----------------- | -------------------- | ----------- | --- |
| 1991年4月8日  | 1992年3月25日 | おめざめ天気予報  | キャスター           | 月 - 水曜日 | |
| 1992年4月2日  | 1992年4月3日  | ニュース&ウェザー | キャスター           | 木・金曜日  | |
| 1992年4月2日  | 1992年9月25日 | FNN World Uplink  | スポーツキャスター   | 木・金曜日  | |
| 1992年4月9日  | 1992年9月25日 | モーニングLIVE    | キャスター           | 木・金曜日  | メインキャスター4人（他に境鶴丸、佐藤里佳、木幡）で結成した「Weather」というグループでインディーズデビューし、井上順の『昨日・今日・明日』をカヴァーした |
| 1992年10月5日 | 1993年3月31日 | モーニングLIVE    | キャスター           | 月 - 水曜日 | メインキャスター4人（他に境鶴丸、佐藤里佳、木幡）で結成した「Weather」というグループでインディーズデビューし、井上順の『昨日・今日・明日』をカヴァーした |
| 1992年10月5日 | 1993年3月31日 | FNN World Uplink  | スポーツキャスター   | 月 - 水曜日 | |
| 1994年10月3日 | 1995年9月29日 | FNNニュース2:00   | シフト勤務キャスター | （交替制）  | 佐藤、木幡もシフト勤務として担当 |

スポーツジャンル番組・中継実況・その他
- TV PLUS 実験室 (1990年10月 - ? 司会）
- プロ野球ニュース（試合結果報告担当、レポーター）
- すぽると!（レポーター）
- BASEBALL SPECIAL〜野球道〜
- SWALLOWS BASEBALL L!VE
- FOOTBALL CX他スポーツ中継（出雲駅伝メイン実況、国際千葉駅伝男子メイン実況、ボクシング、K-1、PRIDE、バレーボール、世界柔道、F1など）
- 東京マラソン（2007年2月18日、メイン実況担当）
- メダマ!?ラジオ（2008年1月期・毎週金曜）
- お台場カジノインタラクティブ（BSフジ 放送日は不明だが、本来支配人を務めている升毅が都合により休んだことに伴う支配人代理として1度務めたことがある）
- FNSの日・FNSスーパースペシャル1億人のテレビ夢列島'90（第4回の提供読み）
- ねばぎば!TOKIO（1997年4月 - 1998年3月）
- A女E女
- 北京オリンピック（柔道、野球実況担当）
- 日本代表チームの監督になろう! （1998年、エニックス制作のセガサターンソフト。声の出演）
- 森田一義アワー笑っていいとも!（1990年 - 1994年、テレフォンショッキング・テレフォンアナウンサー。アナ固定制ではなかったこの当時に不定期担当）

### フリー時代
- PIST6 Championship 場内実況（2022年10月 - ）
- ケンカバトルロワイアル 実況 (2023年)[12]
- RIZIN FIGHTING FEDERATION 実況 (2023年4月 - )
- TOKYO MX「パ・リーグ応援宣言!ホークス中継」実況[13]